# Hydractinia spiralis
Hydractinia spiralis är en nässeldjursart som först beskrevs av Shoji Goto 1910.  Hydractinia spiralis ingår i släktet Hydractinia och familjen Hydractiniidae. Inga underarter finns listade i Catalogue of Life.